# Brüser Berg

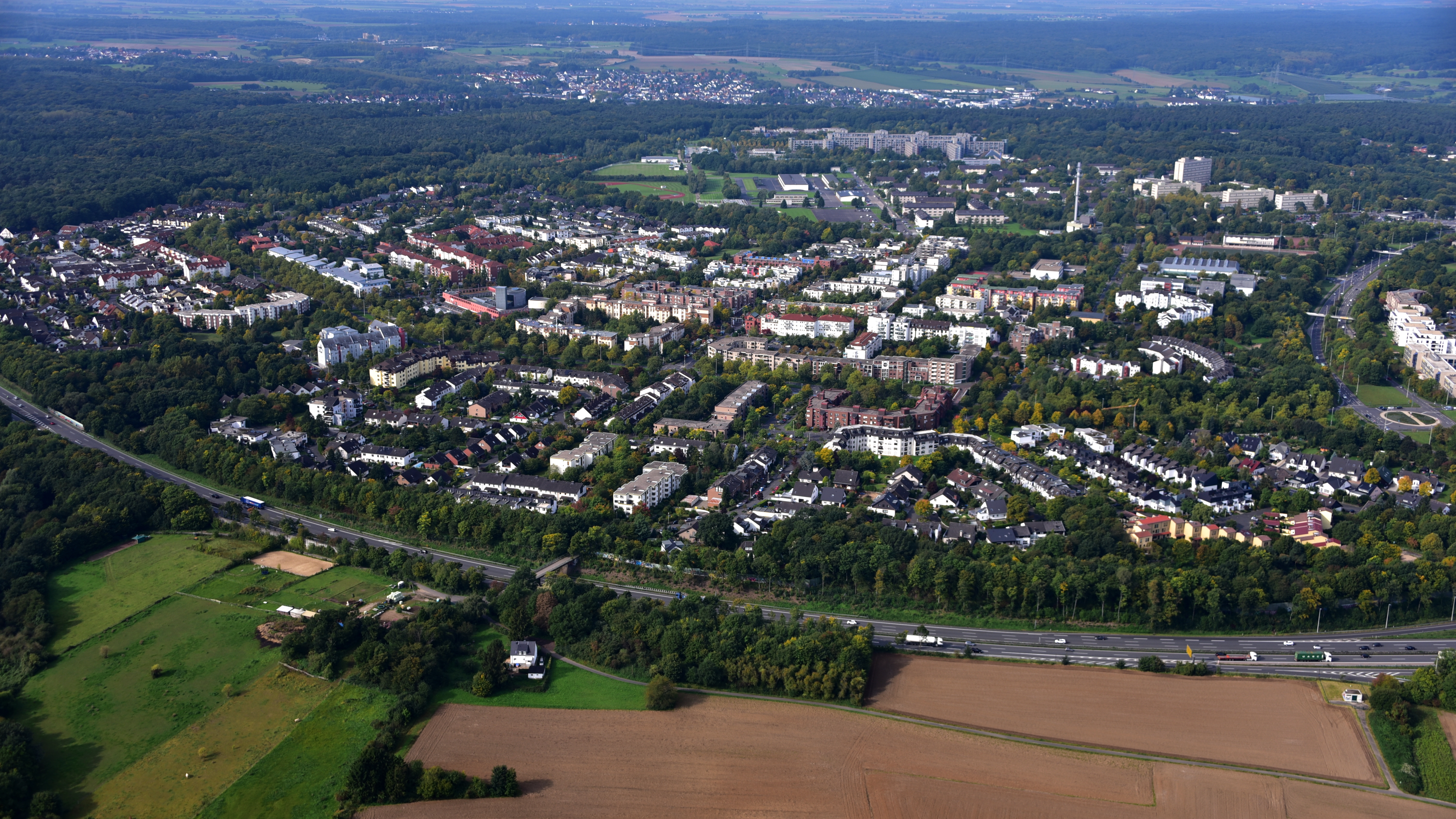
Hardtberg, Brüser Berg, luchtfoto (2017))

Brüser Berg is een wijk in het stadsdeel Hardtberg in de Duitse gemeente Bonn, deelstaat Noordrijn-Westfalen, en telt 8.425 inwoners (2004).